# 5,56×45 мм НАТО
5,56×45 мм НАТО (офіційна номенклатура НАТО 5,56, але часто вимовляється як «п'ять-п'ятдесят-шість») — сімейство безфланцевих набоїв без оправи з вузьким горлечком, розроблене наприкінці 1970-х років у Бельгії компанією FN Herstal. Складається з набоїв SS109, L110 і SS111. 28 жовтня 1980 року відповідно до стандарту STANAG 4172, були стандартизовані як другий стандартний службовий нарізний набій для сил НАТО, а також багатьох країн, що не входять до НАТО.
Хоча вони не зовсім ідентичні, сімейство набоїв НАТО калібру 5,56×45 мм походить від набою .223 Remington, розробленого компанією Remington Arms на початку 1960-х.

## Історія

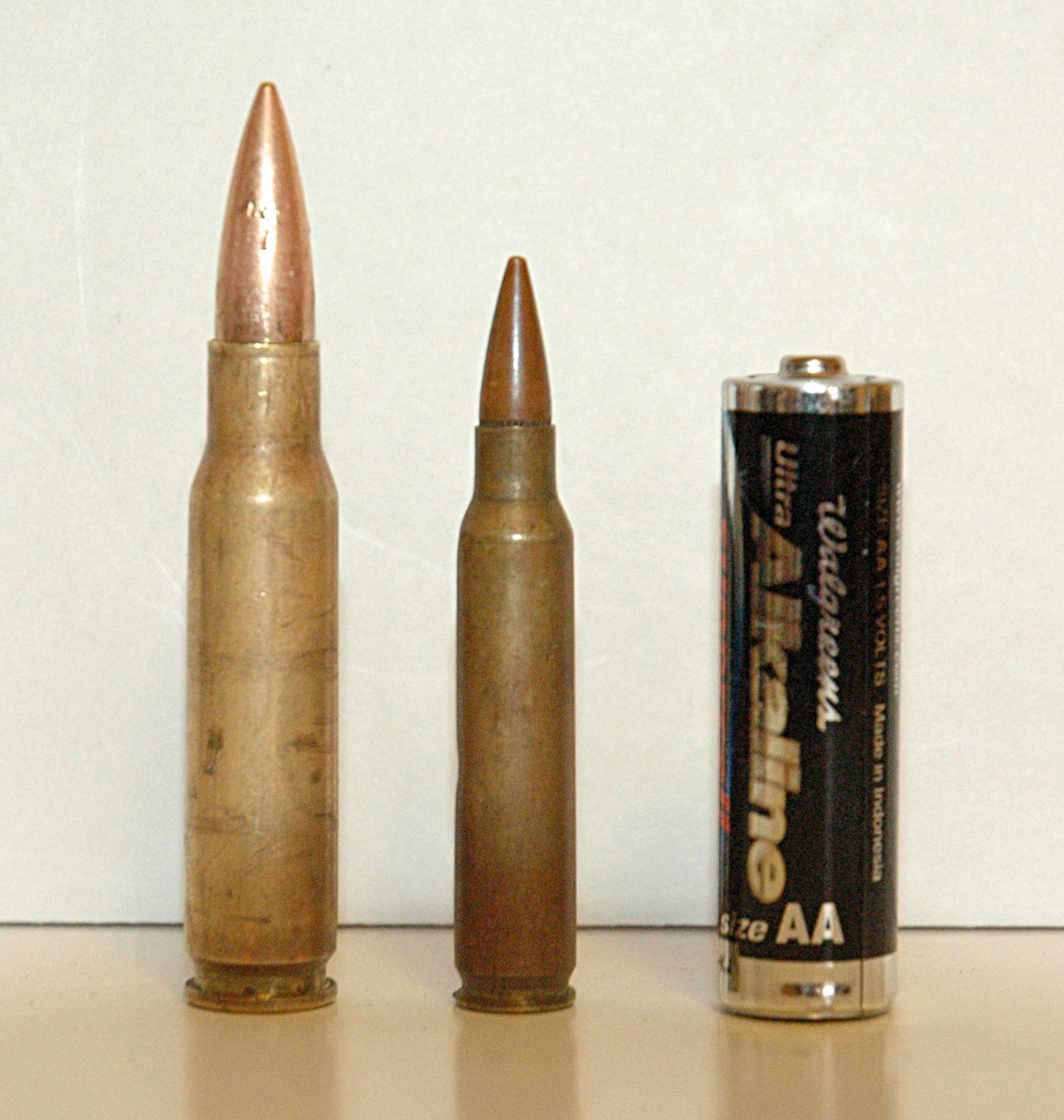
Набої 7,62 × 51 мм НАТО і 5,56 × 45 мм НАТО поруч з батарейками АА.

В 1950-ті роки був обраний набій 7,62 × 51 мм НАТО (на цивільному ринку відомий як .308 Winchester) як заміна .30-06 Springfield в ролі стандартного гвинтівкового набою країн НАТО. Необхідність вибору була продиктована тим, що стандартний тоді набій 7,62 × 63 мм був надто потужним для сучасної легкої стрілецької зброї, спричиняв надмірний відбій, що заважало підвищити темп стрільби, необхідний для сучасного бою.[джерело?]
Британські військові з 1945 року провели численні експерименти із застосування набоїв проміжного калібру і були за крок від запровадження набою калібром .280 дюйма (7 мм), коли було ухвалене рішення на користь 7,62 × 51 мм НАТО. В ухваленні рішення брало участь і бельгійське підприємство FN Herstal. Сумніви стосовно відбою та ефективності набою були фактично відкинуті Сполученими Штатами, і НАТО вирішило, що важливіше мати єдиний спільний стандарт, а не шукати ідеальний набій.[джерело?] Однак, тоді, коли було ухвалено рішення про запровадження стандарту 7,62 × 51 мм НАТО, в США вже велись дослідження, результатом яких став набій 5,56 × 45 мм НАТО.[джерело?]
Наприкінці 1950-х років, Armalite та інші розробники вогнепальної зброї в США почали власні експерименти зі зброєю малого калібру та набоями підвищеної початкової швидкості на основі цивільних набоїв .222 Remington. Коли стало зрозуміло, що набою бракує пороху для задоволення вимог швидкості та пробивної дії, які висунуло командування континентальними збройними силами США (CONARC), ArmaLite звернулась до Remington з пропозицією створити схожий набій, але з довшою гільзою та меншою шийкою. Результатом стала поява набою .222 Remington Special. Водночас, Ерл Гарві зі Springfield Armory та Ремінгтон створили набій з іще довшою гільзою, який отримав назву .224 Springfield. Springfield був вимушений вийти з конкурсу CONARC, і, отже, .224 Springfield був випущений на цивільний ринок під назвою .222 Remington Magnum. Для уникнення плутанини з іншими набоями .222 калібру назва .222 Remington Special була змінена на .223 Remington. Після прийняття в 1963 році на озброєння армією США гвинтівки Armalite M16, набій .223 Remington був стандартизований як 5,56 × 45 мм НАТО. На цивільний ринок .223 Remington потрапив лише в 1964 році.
Набій 5,56 × 45 мм та штурмова гвинтівка M16 були взяті на озброєння піхотних підрозділів збройних сил США як тимчасове рішення, аби подолати проблеми з вагою та відбоєм набоїв 7,62 × 51 мм та штурмової гвинтівки M14. Наприкінці 1950-х за програмою «Особиста зброя спеціального призначення» проводили дослідження стосовно можливості створення набоїв типу флешетта, які б дали можливість військовим вести вогонь підкаліберними набоями, що мали б короткий час польоту, пласку траєкторію, та початкову швидкість від 1200 м/c до 1500 м/c. Така швидкість зменшує вплив вітру та підвищує влучність вогню по рухомих цілях. Виробники запропонували різні конструкції зброї: традиційні з дерев'яним прикладом і ложею, булпап, з використанням сучасних матеріалів, та навіть з декількома стволами й барабанним магазином. Всі вони використовували аналогічний боєприпас з дротиком 1.8 мм в діаметрі, що знаходився у пластиковому піддоні. Попри чудову бронепробивність, існували сумніви щодо ефективності флешетти проти незахищених цілей. Звичайні набої з оболонковими кулями виявились точнішими та набагато дешевшими у виробництві. Оскільки в результаті проведених досліджень не вдалось створити ефективну зброю, було вирішено залишити на озброєні M16, а разом з нею і набій калібру 5,56 мм.
У серії імітацій бойових ситуацій на початку 1960-х з використанням M16, M14 і АК-47, військові дійшли висновку, що невеликий розмір та маса M16 дозволяли зробити з неї перший постріл значно швидше.[джерело?] Зрештою було встановлено, що група з 8 осіб, озброєна M16, має таку ж вогневу силу, як група з 11 осіб, озброєних M14.[джерело?] Американські військові могли нести вдвічі більше набоїв 5,56 × 45 мм НАТО замість 7,62 × 51 мм НАТО тієї ж маси, що дало їм перевагу проти типового загону в'єтконгу озброєного АК-47.
| Гвинтівка | Набій        | Маса набою      | Маса спорядженого магазина | Макс. спорядження масою до 10 кг   |
| --------- | ------------ | --------------- | -------------------------- | ---------------------------------- |
| M14       | 7.62 × 51 мм | 393 гр (25,4 г) | 20-й mag@0.68 кг           | 14 магазинів @ 9.52 кг, 280 набоїв |
| M16       | 5.56 × 45 мм | 183 гр (11,8 г) | 20-й mag@0.3 кг            | 33 магазина @ 9.9 кг, 660 набоїв   |
| АКМ       | 7.62 × 39 мм | 281 гр (18,2 г) | 30-й mag@0.92 кг *         | 10 магазинів @ 9.2 кг, 300 набоїв  |

(* магазини для AK-47 важчі за магазини для M14 та М16)

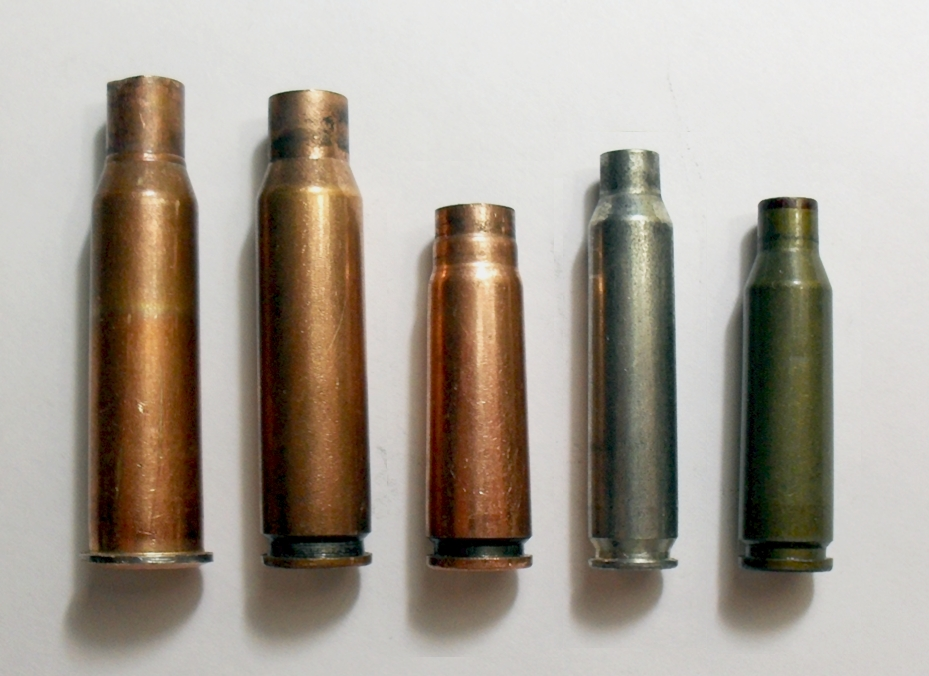
Гільзи військових набоїв (зліва направо): 7,62 × 54 мм R,
7,62 × 51 мм НАТО,
7,62 × 39 мм,
5,56 × 45 мм НАТО,
5,45 × 39 мм.

У 1977 році країни-члени НАТО підписали угоду для вибору набою меншого калібру на заміну 7,62 × 51 мм НАТО. Серед розглянутих заявок вибір зупинився на американському 5,56 × 45 мм НАТО, але від набою M193 з кулею масою 55 гран, яким користувались в США, відмовились. Спричинені кулею M193 поранення, настільки жорстокі, що використання цього набою вважали проявом нелюдяності. Замість нього для стандартизації був обраний набій SS109 з кулею масою 62 гран бельгійського виробництва. Важча куля набою SS109 має сталевий кінчик та меншу початкову швидкість, що підвищило її ефективність на більших відстанях та задовольняло вимогу пробивати сталевий шолом на відстані 600 метрів. Ця вимога зменшила здатність кулі SS109 (M855) до фрагментації в порівнянні з M193 і вважалась гуманнішою.
5,56 × 45 мм НАТО дав поштовх міжнародній тенденції створення відносно легшої зброї для набоїв невеликого калібру, які створюють менший відбій та підвищують точність автоматичного вогню. Згодом, схожі проміжні набої були розроблені і впроваджені в Радянському Союзі в 1974 році (5,45 × 39 мм) та Китаї в 1987 році (5,8 × 42 мм).

## Порівняння боєприпасів
| Специфікація патрона | Розмір патрона | Маса кулі     | Швидкість кулі | Енергія кулі |
| -------------------- | -------------- | ------------- | -------------- | ------------ |
| 5.56 mm NATO         | 5.56 × 45 mm   | 3.95—5.18 гр. | 772—945 м/c    | 1700—1830 Дж |
| 7.62 mm NATO         | 7.62 × 51 mm   | 9.33 гр.      | 838 м/c        | 3275 Дж      |